# Radstadt
Radstadt is een gemeente in de Oostenrijkse deelstaat Salzburgerland, en maakt deel uit van het district Sankt Johann im Pongau.
Radstadt telt 4710 inwoners.
In 1991 werd de Golfclub Radstadt opgericht. Er is een 27-holes golfbaan. Van de green van de 11de hole wordt men met een gondel vervoerd naar de tee van de 12de hole. Er is ook nog een 9-holes par-3 baan.

## Geboren
- Michael Walchhofer (28 april 1975), alpineskiër

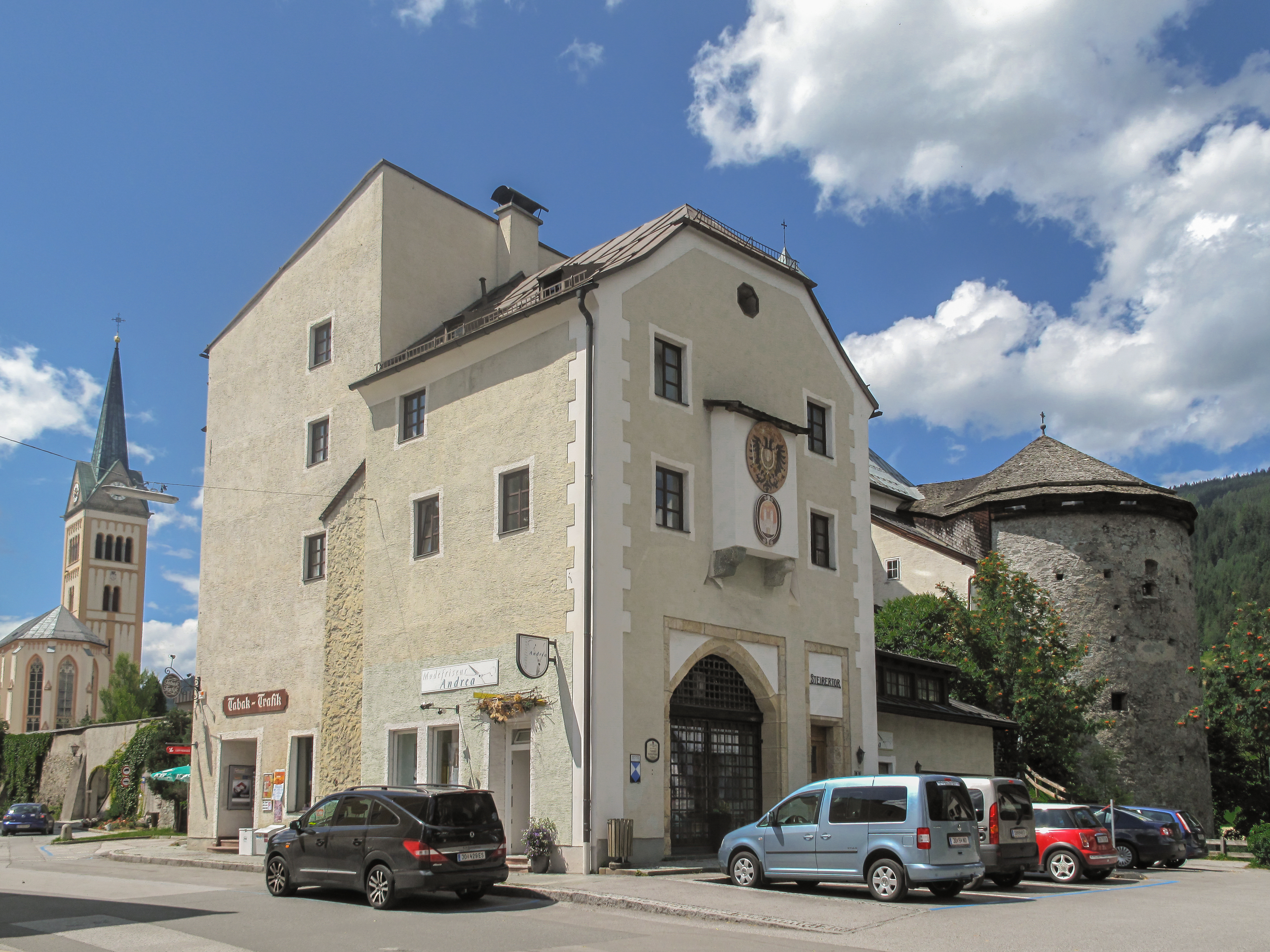
Radstadt, monumentaal pand, toren en kerk (op achtergrond)

Altenmarkt im Pongau ·
Bad Gastein ·
Bad Hofgastein ·
Bischofshofen ·
Dorfgastein ·
Eben im Pongau ·
Filzmoos ·
Flachau ·
Forstau ·
Goldegg im Pongau ·
Großarl ·
Hüttau ·
Hüttschlag ·
Kleinarl ·
Mühlbach am Hochkönig ·
Pfarrwerfen ·
Radstadt ·
St. Johann im Pongau ·
St. Martin am Tennengebirge ·
St. Veit im Pongau ·
Schwarzach im Pongau ·
Untertauern ·
Wagrain ·
Werfen ·
Werfenweng
- Gemeinsame Normdatei: 4116893-8
- Library of Congress Control Number: n90604333
- MusicBrainz: 314d1463-bbac-4a20-af28-3aaa6a0e1951
- Nationale Bibliotheek van Tsjechië: ge691461
- Nationale Bibliotheek van Israël: 987007565146105171
- Virtual International Authority File: 126179135
- WorldCat: E39PBJppwRQyf6Xgxqx4hm3mh3